# Руски космизъм
Руският космизъм е философско и културно движение, което се появява в Русия в началото на 20 век. Той интерпретира теорията на естествената философия, която съчетава елементи на религия и етика с история и философия на произхода, еволюция и бъдещото съществуване на космоса и човечеството. Руският космизъм съчетава елементи от източните и западните философски традиции, както и от Руската православна църква.

## Историческо развитие, представители
Космизмът бил едно от влиянията върху Пролеткулта и след Октомврийската революция, терминът започва да се използва за „поезията на някои писатели като Михаил Герасимов и Владимир Кириллов...: емоционални пеани за физически труд, машини и колективът на индустриалните работници... организиран около изображението на универсалния „Пролетарий“, който крачи напред от земята, за да завладее планети и звезди.“ Тази форма на космизъм заедно с писанията на Николай Фьодоров били сериозно влияние върху Андрей Платонов.
Сред главните представители на Руския космизъм е Николай Фьодорович Фьодоров (1828-1903), застъпник на радикалното удължаване на живота с помощта на научни методи, човешко безсмъртие и възкресяване на мъртви хора.
Константин Циолковски (1857-1935) е бил един от пионерите на теоретичното изследване на космоса и космонавтиката. През 1903, той издава Изслѣдованіе міровыхъ пространствъ реактивными приборами (Изследването на Космическото Пространство Посредством Реактивни Устройства [Ракети]), първата сериозна научна работа по космическите пътешествия. Циолковски вярвал, че колонизирането на космоса би довело до съвършена човешка раса, с безсмъртие и безгрижно съществуване. Той също развил идеи за „анимиран атом“ (панпсихизъм) и „сияйно човечество“.
| „ | Земята е люлката на ума - но човек не може вечно да живее в люлка (от Циолковски). | “ |

През 1881 Руският революционен и ракетен пионер Николай Кибалчич предлага идея за задвижване на ракета от горенето на взривни вещества, което било ранен предшественик на Проект Орион.
Сред другите космисти са Владимир Вернадски (1863-1945), въвел понятието ноосфера, и Александър Чижевски (1897-1964), пионер на „хелиобиология“ (изследване на ефекта на слънцето върху биологията). Малка планета, 3113 Чижевски (открита от Съветския астроном Николай Степанович Черних през 1978) е кръстена на него.
Много от идеите на Руските космисти били по-късно разработени от последователите на трансхуманизма. Виктор Скумин твърди, че културата на здравето ще изиграе важна роля в създаването на човешко духовно общество в Слънчевата система. Скумин е руски и съветски учен, психиатър, психотерапевт и психолог, професор, доктор на медицинските науки, писател, философ.
| „ | Културата на здравето е фундаментална наука за Духовното човечество. Тя изучава перспективите на хармоничното развитие на „Духовния човек“ и „Духовния етнос“ като съзнателен създател на Държава на Светлината на територията на Слънчевата система“ (от Виктор Скумин). | “ |